# Екатериновский район
Екатери́новский райо́н — административно-территориальная единица (район) и муниципальное образование (муниципальный район) в Саратовской области России.
Административный центр — рабочий посёлок (посёлок городского типа) Екатериновка.

## География
Расположен в северо-западной части Правобережья, на водораздельных пространствах рек Хопёр и Медведицы. В центральной части район пересекают железнодорожная линия Аткарск — Ртищево Приволжской железной дороги и автомобильная дорога Тамбов — Саратов.
Территория района — 3 тыс. км².
Протяжённость автодорог общего пользования с твёрдым покрытием — 259,2 км.

## История
Екатериновский район образован 23 июля 1928 года в составе Саратовского округа Нижне-Волжского края.
С 1934 года район в составе Саратовского края, с 1936 года — в Саратовской области.
30 сентября 1958 года к Екатериновскому району была присоединена часть территории упразднённого Салтыковского района, а 19 мая 1960 года — часть территории упразднённого Бакурского района.
В 1963-1965 годах район был упразднён.
1 января 2005 года образован Екатериновский муниципальный район как муниципальное образование.

## Население
| 1939    | 1959    | 1970    | 1979    | 1989    | 2002    | 2009    |
| ------- | ------- | ------- | ------- | ------- | ------- | ------- |
| 28 628  | ↗29 888 | ↗34 717 | ↘26 489 | ↘23 743 | ↘21 576 | ↘20 360 |
| 2010    | 2011    | 2012    | 2013    | 2014    | 2015    | 2016    |
| ↘19 798 | ↘19 758 | ↘19 497 | ↘19 374 | ↘19 227 | ↘19 012 | ↘18 830 |
| 2017    | 2018    | 2019    | 2020    | 2021    |         |         |
| ↘18 675 | ↘18 342 | ↘18 051 | ↘17 815 | ↘16 918 |         |         |

### Урбанизация
В городских условиях (рабочий посёлок Екатериновка) проживают 34,38 % населения района.

## Муниципально-территориальное устройство
В Екатериновский муниципальный район входят 11 муниципальных образований, в том числе 1 городское поселение и 10 сельских поселений:
| №        | Муниципальное образование                | Административный центр       | Количество населённых пунктов | Население | Площадь, км2 |
| -------- | ---------------------------------------- | ---------------------------- | ----------------------------- | --------- | ------------ |
| 1e-06    | Городское поселение:                     |                              |                               |           |              |
| 1        | Екатериновское муниципальное образование | рабочий посёлок Екатериновка | 1                             | ↗5817     | 7,40         |
| 1.000002 | Сельские поселения:                      |                              |                               |           |              |
| 2        | Альшанское муниципальное образование     | село Альшанка                | 4                             | ↘586      | 163,97       |
| 3        | Андреевское муниципальное образование    | село Андреевка               | 5                             | ↘803      | 364,64       |
| 4        | Бакурское муниципальное образование      | село Бакуры                  | 10                            | ↘2141     | 543,17       |
| 5        | Галаховское муниципальное образование    | село Галахово                | 10                            | ↘973      | 399,72       |
| 6        | Индустриальное муниципальное образование | посёлок Индустриальный       | 6                             | ↘1256     | 298,98       |
| 7        | Кипецкое муниципальное образование       | село Кипцы                   | 3                             | ↘1143     | 231,31       |
| 8        | Коленовское муниципальное образование    | село Колено                  | 3                             | ↘642      | 280,43       |
| 9        | Крутоярское муниципальное образование    | село Крутояр                 | 2                             | ↘564      | 212,57       |
| 10       | Новоселовское муниципальное образование  | село Новоселовка             | 6                             | ↘1724     | 224,21       |
| 11       | Сластухинское муниципальное образование  | село Сластуха                | 7                             | ↘1269     | 308,77       |

В рамках организации местного самоуправления в 2005 году в новообразованном муниципальном районе были созданы 1 городское и 13 сельских поселений. В 2013 году были упразднены следующие муниципальные образования: Комаровское (включено в Бакурское) и Вязовское (включено в Сластухинское). В 2018 году упразднено Прудовое муниципальное образование (включено в Новосёловское).

## Населённые пункты
В Екатериновском районе 57 населённых пунктов, в том числе 56 сельских и 1 городской (рабочий посёлок).
| №  | Населённый пункт   | Тип             | Население | Муниципальное образование |
| -- | ------------------ | --------------- | --------- | ------------------------- |
| 1  | Альшанка           | село            | ↘691      | Альшанское                |
| 2  | Андреевка          | село            | ↘310      | Андреевское               |
| 3  | Андреевка          | деревня         | 11        | Галаховское               |
| 4  | Аннино             | посёлок         | ↘122      | Бакурское                 |
| 5  | Афросимовка        | деревня         | 2         | Сластухинское             |
| 6  | Баклуши            | село            | ↘61       | Бакурское                 |
| 7  | Бакуры             | село            | ↘1312     | Бакурское                 |
| 8  | Белгаза            | село            | 8         | Галаховское               |
| 9  | Бирюковка          | деревня         | 53        | Галаховское               |
| 10 | Боровая Полянщина  | село            | 0         | Андреевское               |
| 11 | Бутурлинка         | село            | ↘319      | Андреевское               |
| 12 | Владимировка       | деревня         | 2         | Индустриальное            |
| 13 | Вольный            | посёлок         | 2         | Индустриальное            |
| 14 | Воронцовка         | село            | ↘354      | Андреевское               |
| 15 | Восточный          | посёлок         | ↘212      | Кипецкое                  |
| 16 | Вязовка            | село            | ↘574      | Сластухинское             |
| 17 | Галахово           | село            | ↘302      | Галаховское               |
| 18 | Гривки             | село            | ↘138      | Коленовское               |
| 19 | Екатериновка       | рабочий посёлок | ↗5817     | Екатериновское            |
| 20 | Еткара             | деревня         | 14        | Сластухинское             |
| 21 | Жулевский          | посёлок         | 8         | Бакурское                 |
| 22 | Ивановка           | село            | ↗206      | Бакурское                 |
| 23 | Ивановка           | деревня         | 54        | Галаховское               |
| 24 | Изнаир             | село            | ↘143      | Индустриальное            |
| 25 | Индустриальный     | посёлок         | ↗1332     | Индустриальное            |
| 26 | Качеевка           | село            | 0         | Сластухинское             |
| 27 | Киево-Николаевка   | деревня         | ↘176      | Галаховское               |
| 28 | Кипцы              | село            | ↘693      | Кипецкое                  |
| 29 | Киселевка          | село            | ↘138      | Коленовское               |
| 30 | Колено             | село            | ↘642      | Коленовское               |
| 31 | Комаровка          | село            | ↘437      | Бакурское                 |
| 32 | Корсакова Поляна   | село            | ↘96       | Бакурское                 |
| 33 | Крутояр            | село            | ↘570      | Крутоярское               |
| 34 | Кручи              | село            | ↘289      | Бакурское                 |
| 35 | Малая Екатериновка | деревня         | ↘398      | Новоселовское             |
| 36 | Мирный             | посёлок         | 21        | Новоселовское             |
| 37 | Михайловка         | село            | 46        | Бакурское                 |
| 38 | Михайловка         | деревня         | ↘313      | Кипецкое                  |
| 39 | Николаевка         | деревня         | 33        | Андреевское               |
| 40 | Новоселовка        | село            | ↘566      | Новоселовское             |
| 41 | Октябревка         | деревня         | 42        | Новоселовское             |
| 42 | Павловка           | деревня         | ↘91       | Галаховское               |
| 43 | Переезд            | село            | ↗291      | Новоселовское             |
| 44 | Подгоренка         | село            | ↘32       | Индустриальное            |
| 45 | Прудовой           | посёлок         | ↘662      | Новоселовское             |
| 46 | Рождественский     | посёлок         | 2         | Альшанское                |
| 47 | Свиридовка         | деревня         | 9         | Индустриальное            |
| 48 | Свищевка           | деревня         | 57        | Сластухинское             |
| 49 | Свищевка           | деревня         | 32        | Галаховское               |
| 50 | Сластуха           | село            | ↘650      | Сластухинское             |
| 51 | Советский          | посёлок         | ↘79       | Крутоярское               |
| 52 | Упоровка           | село            | ↘196      | Галаховское               |
| 53 | Фонщина            | деревня         | 10        | Альшанское                |
| 54 | Шиловка            | село            | ↘103      | Альшанское                |
| 55 | Шиловка            | деревня         | 21        | Бакурское                 |
| 56 | Юбилейный          | посёлок         | ↘421      | Галаховское               |
| 57 | Юматовка           | деревня         | ↘88       | Сластухинское             |

Упразднённые населенные пункты
- 2001 г. — поселки Первомайский, Целинный и Степной, села Турзовка и Шинка, деревни Николаевка[30] и Юсуповка[31].
- 2009 г. — деревня Сестренки, деревня Александровка, поселок Шашкино, деревня Кондрашовка.

## Экономика
Район сельскохозяйственный, один из крупнейших в области производителей товарного зерна и продукции животноводства. Предприятия перерабатывают сельскохозяйственное сырьё. Действуют маслозавод, крупяной завод, крупный элеватор.

## Достопримечательности
- Недалеко от районного центра в селе Переезд сохранилась церковь Михаила Архангела (1906 год, византийский стиль)[32].

## Люди, связанные с Екатериновским районом
- Беспалов, Ефим Петрович (1910—1996) — участник Великой Отечественной войны, полный кавалер ордена Славы. Родился в селе Андреевка.
- Голяков Николай Михайлович (1923-1970) - участник Великой Отечественной войны, краснофлотец, подводник 3 класса. Родился в селе Качеевка.
- Бундин, Виктор Александрович (1926—2000) художник живописец и график. Родился в деревне Ивановка, Екатериновского района.
- Грязнов, Афанасий Сергеевич (1899—1969) — советский военный деятель, Генерал-майор (10 января 1942 года).
- Егоров, Владимир Егорович — скульптор, заслуженный работник культуры РСФСР. Родился в Екатериновском районе Саратовской области 24 апреля 1927 года.
- Заварин, Григорий Антонович — Герой Советского Союза.
- Прохоров, Николай Фёдорович — Герой Советского Союза.